# Norefjell
Norefjell er et bjergmassiv der omfatter kommunerne Flå, Sigdal og Krødsherad i Viken fylke i Norge. Højeste bjerg er Gråfjell, 1.468 meter over havet, og er det nærmeste højfjeldsområde ved Oslo (kun 115 kilometer). Lige ved massivet er der gode skiforhold i skisæsonen, både for alpine discipliner og langrend.

## Norefjell Skicenter
Norefjell Skisenter ligger i Krødsherad komune. De Olympiske vinterlege i 1952 (Oslo) havde deres mesterskab i Alpine discipliner på Norefjell. I dag har skicenteret et af Nordeuropas største skianlæg med 11 lifter og hele 26 løjper.